# Kenia Lechuga

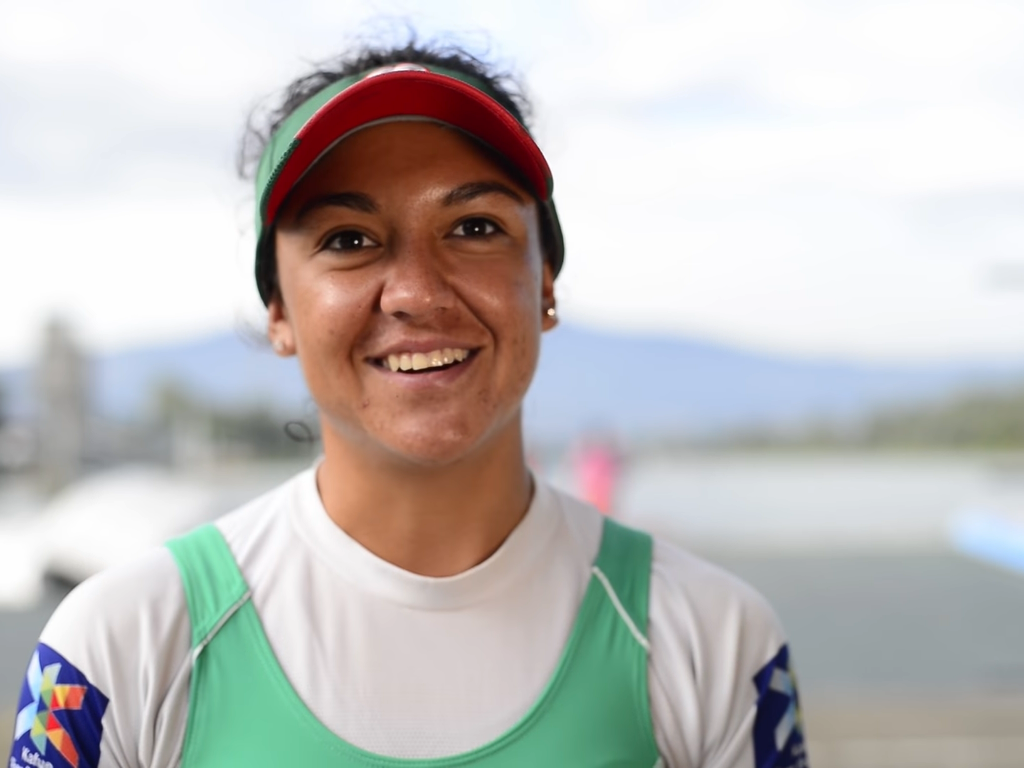
Kenia Lechuga (2016)

Kenia Vanessa Lechuga Alanis (* 26. Juni 1994 in Santiago, Nuevo León) ist eine mexikanische Leichtgewichts-Ruderin. Sie war Weltmeisterschaftszweite 2023 im Leichtgewichts-Einer.

## Karriere
Kenia Lechuga nahm 2016 am Einerwettbewerb der Olympischen Spiele in Rio de Janeiro teil. Als Sechste des B-Finales belegte sie in der Gesamtwertung den 12. Platz unter 32 Teilnehmerinnen. Eine Woche nach den Olympischen Spielen fanden die U23-Weltmeisterschaften in Rotterdam statt. Dort startete Lechuga im Leichtgewichts-Einer und gewann die Bronzemedaille. 2017 belegte Lechuga im Leichtgewichts-Einer den siebten Platz bei den Weltmeisterschaften in Sarasota. 2018 gewann Lechuga bei den Zentralamerika- und Karibikspielen in Kolumbien drei Medaillen. Sie siegte im Leichtgewichts-Einer und im Leichtgewichts-Doppelzweier. Im Doppelzweier ohne Gewichtsbeschränkung erruderte sie die Silbermedaille. 2019 siegte Lechuga bei den Panamerikanischen Spielen in Lima im Leichtgewichts-Einer.
Bei den erst 2021 ausgetragenen Olympischen Spielen in Tokio musste Lechuga wieder im Einerwettbewerb ohne Gewichtsbeschränkung antreten, da der Leichtgewichts-Einer nicht auf dem olympischen Programm steht. Als Vierte des C-Finales wurde sie 16. unter 32 Teilnehmerinnen. 2022 bei den Weltmeisterschaften in Račice u Štětí belegte Lechuga den siebten Platz im Leichtgewichts-Einer. Ein Jahr später erreichte sie bei den Weltmeisterschaften 2023 in Belgrad das A-Finale und wurde mit dreieinhalb Sekunden Rückstand Zweite hinter der Irin Siobhan McCrohan. Bei den Panamerikanischen Spielen 2023 in Santiago de Chile trat Lechuga im Einer ohne Gewichtsbeschränkung an und siegte vor der Brasilianerin Beatriz Tavares. 2024 trat Lechuga auch bei den Olympischen Spielen in Paris im Einer ohne Gewichtsbeschränkung an und wurde als Vierte des C-Finales 16. der Gesamtwertung.